# 류 (중국 성씨)
리우(劉)는 중국의 성씨이다.

## 劉
중국의 '리우'(劉, 刘 : Liu)씨는 6~7가지 계통이 있다. 주나라 이후 정(鄭)나라에서 리우(劉)씨가 파생되었다. 한고조 유방과 어머니 유오(劉媼)도 리우씨로, 남부 초나라 영토였던 저장성 출신이다. 그리고 요족들이 Liu, Lao 라는 성을 쓰고 있다. 또한 강소성 호족 항전이 유방에게 투항하고 리우(劉)씨로 개칭하였다. 흉노 어부라의 자손이 리우(劉)씨로 변경하였다. 북위 선비족 출신의 독고(獨孤)씨가 리우씨로 변경하였다. 몽골족들도 비교적 간단한 성씨인 리우(Liu, Yu)씨를 성으로 많이 사용한다. 현재 중국에서 네 번째로 인구가 많은 성씨이다.
서기 120년경 리우헌(劉憲)은 낙랑태수였는데 왕조에게 피살된 기록이 전한다. 리우인원(劉仁願)와 리우인궤(劉仁軌)는 당나라 나당연합군의 무장으로 참가했다.

## 같이 보기
- 柳姓
- 劉姓